# Бертран, Алоизиюс
Алоизиюс Бертран, а также Людовик Бертран, собственно Луи Жак Наполеон Бертран (фр. Louis Jacques Napoléon Bertrand, Aloysius Bertrand; 20 апреля 1807, Чева, Пьемонт — 29 апреля 1841, Париж, Франция) — французский писатель, родоначальник жанра стихотворение в прозе. Его главное произведение — цикл новелл «Гаспар из Тьмы. Фантазии в манере Рембрандта и Калло».

## Биография
Отец — француз, офицер жандармерии, мать — итальянка. С 1815 года, после отставки отца семейства, Бертраны жили в Дижоне. Там Луи закончил коллеж и начал публиковаться как писатель. В 1828—1830 годах жил в Париже, познакомился с кругом романтиков (Виктор Гюго, Шарль Нодье, Сент-Бёв). Публиковался в прессе Парижа и Дижона, однако его стихи и драмы не имели успеха. В 1833 году снова поселился в Париже, где умер в глубочайшей бедности. Умер от туберкулёза в больнице, не увидев напечатанной свою главную книгу. С 1847 года его останки покоятся на кладбище Монпарнас.
Книга стилизованных историко-фантастических новелл «Гаспар из Тьмы: Фантазии в манере Рембрандта и Калло» была опубликована в 1842 году другом умершего поэта, скульптором Давидом д’Анже при поддержке Сент-Бёва и с его предисловием. Она дала начало развитию нового литературного жанра — стихотворения в прозе.

## Посмертное признание
Высокую оценку книге Бертрана дал Бодлер: он обратился к открытому Бертраном жанру в своей книге «Парижский сплин» (1869), способствовал новой публикации «Гаспара из Тьмы» в 1868 году. Оригинальность Бертрана ценили символисты — Малларме, Вилье де Лиль-Адан, Мореас, Теодор де Банвиль, а впоследствии — Пьер Реверди, Макс Жакоб, Андре Бретон. Три новеллы стали основой фортепианной сюиты Равеля «Ночной Гаспар» (1908). Именем Бертрана в 1922 году названа улица в Дижоне.

## Публикации текстов
- Бертран А. Гаспар из Тьмы. Фантазии в манере Рембрандта и Калло / Перевод Е. А. Гунста ; издание подготовили  Н. И. Балашов, Е. А. Гунст, Ю. Н. Стефанов ; ответственный редактор Н. И. Балашов. — М. : Наука, 1981. — 352 с. — (Литературные памятники / Академия наук СССР ; председатель редколлегии Д. С. Лихачёв). — 100 000 экз.